# Franco Girolami
Franco Girolami (Isla Verde, 14 februari 1992) is een Argentijns autocoureur. Zijn broer Néstor Girolami is eveneens autocoureur.

## Carrière
Girolami begon zijn autosportcarrière in 2008 in het formuleracing in Argentinië. In 2011 won hij de Formule Renault Plus en werd hij tweede in de Argentijnse Formule Renault. In 2012 stapte hij over naar de touring cars en debuteerde hij in de TC 2000. Hij won meteen de titel in de tweede klasse van dit kampioenschap met zes zeges uit tien races. Het jaar daarop stapte hij over naar de hoofdklasse, de Súper TC 2000, voor het fabrieksteam van Chevrolet.
In 2014 maakte Girolami de overstap naar de Top Race V6, waar hij tot 2020 ieder jaar in uitkwam. In 2018 werd hij kampioen in deze klasse met een punt voorsprong op Agustín Canapino. In de twee daaropvolgende seizoenen werd hij respectievelijk tweede en derde. In 2020 keerde hij terug als fulltime coureur in de Súper TC 2000. Dat jaar reed hij ook voor het eerst een aantal races in Europa: hij kwam uit in een weekend van de TCR Europe Touring Car Series en twee weekenden van het TCR Italy Touring Car Championship.
In 2021 reed Girolami een volledig seizoen in de TCR Europe Touring Car Series voor het PSS Racing Team. Hij won twee races op het Circuit Zandvoort en het Autodromo Nazionale Monza en stond hiernaast nog drie keer op het podium. Met 353 punten werd hij achter Mikel Azcona tweede in het klassement. In 2022 bleef hij actief in deze klasse en behaalde hij vier zeges op het Autódromo Internacional do Algarve, de Norisring, Monza en het Circuit de Barcelona-Catalunya en stond in vijf andere races ook op het podium. Met 431 punten werd hij gekroond tot kampioen in de klasse. Aan het eind van dat jaar debuteerde hij in de World Touring Car Cup bij het Comtoyou Team Audi Sport. In zijn eerste weekend op het Bahrain International Circuit kwam hij nog niet in aanmerking voor punten, maar in zijn tweede weekend op het Jeddah Corniche Circuit scoorde hij zestien punten met een vierde plaats in de eerste race.